# Таллі (фільм)
«Таллі» (англ. Tully) — комедійно-драматична стрічка 2018 року з Шарліз Терон і Маккензі Девіс у головних ролях.

## Сюжет
Жінка середніх років Марло втретє вагітна (незаплановано). Її син, Джона, має порушення розвитку, але поставити діагноз лікарям не вдалося. Щодня Марло протирає хлопчика щіткою для зменшення чутливості. Вона зі своїм чоловіком Дрю відвідує брата, який пропонує як подарунок оплатити послуги нічної няні. Марло відмовляється.
Народження доньки та догляд повністю виснажують Марло. До того ж виникає необхідність пошуку іншої школи для сина. Марло вирішує скористатися пропозицією та найняти нічну няню. Жінка легко товаришує з молодою Таллі, яка взяла на себе не тільки догляд за новонародженою, але й прибирання, випічку. Няня допомагає вирішити й проблему відсутності сексу у Марло та Дрю: Таллі одягається офіціанткою та вони займаються сексом втрьох.
Одного вечора Таллі приходить засмучена, пояснюючи це проблемою з сусідкою по кімнаті. Вони вирішують поїхати в місто та випити по кілька коктейлів. У барі няня говорить, що вона не може більше працювати. По дорозі додому Марло засинає за кермом і падає в річку.
У лікарні у Марло констатують тривалу відсутність нормального сну та виснаження. Дрю не міг нічого розповісти про няню, а дошлюбне прізвище дружини було Таллі. Жінка вигадала няню, щоб впоратися з депресією.

## У ролях
| Актор          | Роль         |
| -------------- | ------------ |
| Шарліз Терон   | Марло        |
| Маккензі Девіс | Таллі        |
| Марк Дюпласс   | Крейг        |
| Рон Лівінгстон | Дрю          |
| Елейн Тан      | Еліз         |
| Гаміла Райт    | Лорі         |
| Джошуа Пак     | Даллас       |
| Даян Лейн      | Коррін Бернс |

## Створення фільму

### Виробництво
Зйомки фільму проходили в Ванкувері, Канада та Нью-Йорку, США.

### Знімальна група
- Кінорежисер — Джейсон Райтман
- Сценарист — Діабло Коді
- Кінопродюсери — Діабло Коді, Шарліз Терон, Джейсон Райтман, Мейсон Новік, Бет Коно, Аарон Л. Гілберт, Гелен Естабрук, А. Дж. Дікс
- Композитор — Роб Сімонсен
- Кінооператор — Ерік Стілберг
- Кіномонтаж — Стефан Грубе
- Художник-постановник — Анастасія Масаро
- Артдиректор — Крейг Гамфріс, Макі Такеночі
- Художник-декоратор — Луїз Ропер, Карін Вісел
- Художник з костюмів — Аіейша Лі[3]

## Сприйняття

### Критика
Фільм отримав схвальні відгуки. На сайті Rotten Tomatoes оцінка стрічки становить 87 % на основі 218 відгуків від критиків (середня оцінка 7,7/10) і 77 % від аудиторії із середньою оцінкою 3,7/5 (2 162 голоси). Фільму зарахований «свіжий помідор» від кінокритиків та «попкорн» від глядачів, Internet Movie Database — 7,2/10 (11 395 голосів), Metacritic — 75/100 (52 відгуки критиків) і 7,7/10 (87 відгуків від глядачів).

### Номінації та нагороди
| Нагороди та номінації фільму «Таллі» | Нагороди та номінації фільму «Таллі»  | Нагороди та номінації фільму «Таллі»     | Нагороди та номінації фільму «Таллі» | Нагороди та номінації фільму «Таллі» | Нагороди та номінації фільму «Таллі» |
| Рік                                  | Кінофестиваль/кінопремія              | Категорія/нагорода                       | Номінант                             | Результат                            |                                      |
| ------------------------------------ | ------------------------------------- | ---------------------------------------- | ------------------------------------ | ------------------------------------ | ------------------------------------ |
| 2018                                 | Міжнародний кінофестиваль у Клівленді | Найкращий американський незалежний фільм | Джейсон Райтман                      | Номінація                            |                                      |